# Joseph Pavez
Joseph Pavez (Boussu, 6 november 1862 – Brussel, 24 oktober 1926) was een Belgisch senator.

## Levensloop
Hij was de tweede van drie kinderen in het gezin van Victorien Pavez en Marie-Julienne Honoret. Victorien werkte in de brasserie Pecher in Boussu en was aangesloten bij de Belgische Werkliedenpartij (BWP), zonder actief te zijn.
Joseph werd ijzergieter en vanaf 1887 was hij propagandist van de socialistische metaalbewerkersbond. Hij werd ook gemeenteraadslid van Boussu.
Rond 1905 verhuisde hij naar Anderlecht en was ook daar syndicaal actief. In 1907 werd hij verkozen tot gemeenteraadslid, als arbeidersvertegenwoordiger. In 1911 werd hij als gewoon gemeenteraadslid verkozen.
Tijdens de Eerste Wereldoorlog werd hij actief lid van het lokaal hulp- en voedingscomité. Dit verhoogde zijn bekendheid en bij de eerste naoorlogse verkiezingen werd hij verkozen tot senator. Hij voldeed echter niet aan de wettelijke voorwaarden, doordat hij niet de vereiste minimumbelasting betaalde. Zijn verkiezing werd ongeldig verklaard, zodat hij slechts (theoretisch) zetelde van 16 november 1919 tot 3 februari 1920. Het duurde nog tot 16 mei 1920 vooraleer een opvolger werd aanvaard.
In 1921 werd hij herkozen in de gemeenteraad van Anderlecht. In 1926 werd hij opnieuw verkozen, maar bezweek enkele dagen later tijdens een chirurgische ingreep. De gemeente Anderlecht zorgde voor een kosteloze begrafenis eerste klas.
Pavez bleef ongehuwd, maar had een vriendin.
Er is een Joseph Pavezstraat in Anderlecht.